# Tmesorrhina runsorica
Tmesorrhina runsorica är en skalbaggsart som beskrevs av Gilbert John Arrow 1909. Tmesorrhina runsorica ingår i släktet Tmesorrhina och familjen Cetoniidae. Utöver nominatformen finns också underarten T. r. rubripes.